# Magyar Iparművészet (folyóirat, 1993–)
A Magyar Iparművészet 1993-tól megjelenő magyar művészeti folyóirat. Felelős kiadója a Magyar Művészeti Akadémia Alapítvány. ISSN 1217-839X. Célja az iparművészeti ágak és azok képviselőinek bemutatása, az iparművészeti egyesületek tevékenységének számbavétele, a kiállítások, tanulmányok, könyvek bemutatása és kritikája.

## A folyóirat megjelenése
1993 decemberében jelent meg az új folyam első mutatványszáma, majd 1994-től folyamatosan megjelenik, előbb negyedévenként, majd 1995-től havonta.
Első főszerkesztője Kiss Éva művészettörténész volt, jelenleg a főszerkesztői feladatokat Simonffy Szilvia látja el.

## A szerkesztőbizottság tagjai
- Dávid Katalin művészettörténész,
- Ernyey Gyula designer, szaktörténész,
- Fekete György belsőépítész, iparművész,
- Feledy Balázs művészetkritikus,
- Mascher Róbert designer, a FISE elnöke,
- Mezei Gábor belsőépítész,
- N. Dvorszky Hedvig művészettörténész,
- Ritoók Pál művészettörténész,
- Scherer József designer,
- Schrammel Imre keramikus és porcelántervező.

A szerkesztőbizottság tagja volt haláláig Simon Károly designer.